# تیتا کینانن
تیتا کینانن (فنلاندی: Titta Keinänen; ۲۸ اکتبر ۱۹۹۳) کاراته‌کا زن اهل فنلاند است.